# هنرآموز
هنرآموز، به افرادی که در هنرستان‌های فنی و حرفه‌ای یا مراکز کاردانش و سایر آموزشگاهها جهت فراگیری فن یا هنر و مهارت های گوناگون مشغول می شوند، هنرآموز گفته می‌شود.
بسیاری از هنرآموزان، افرادی هستند که در کارگاه‌های تخصصی کسب مهارت می کنند.
در حال حاضر فارغ‌التحصیلان دانشگاه ها و ... برای ورود به بازار کار به مراکز فنی حرفه ای یا ... مراجعه می کنند.
البته واژه هنرآموز کمی گسترده تر شده است و مهارت های 
فضای مجازی را هم در بر می‌گیرد.